# The Last Day of Summer
El último día del verano (título original: The Last Day of Summer) es una película de televisión estadounidense estrenada el 20 de julio de 2007 y puesta a la venta en DVD el 28 de agosto de 2007.
La película, protagonizada por Jansen Panettiere, un niño de 11 años que el desea que el último día de verano no se acaba y termina cumpliéndose su deseo, pero 15 minutos antes de hacer una presentación para un concurso de talentos le sucede un accidente y se encuentra despertando por la mañana y "reiniciando" el día que ya pasó.

## Argumento
Luke Malloy y sus amigos, AJ y Riley, actúan juntos como una banda llamada "Steel Monkey". Los tres chicos comenzarán la escuela secundaria en dos días, advertidos por la hermana mayor de Luke, Diana, sobre los peligros de la secundaria (especialmente la posibilidad de que los amigos de Luke lo dejen atrás por la "gente más genial") e intimidados por la presencia inminente del chico bravucón, Melvin "Meat", que constantemente amenaza a los alumnos de sexto grado entrantes. Luke descarta las advertencias de Diana y los tres chicos se quedan a dormir en una tienda de campaña esa noche en la casa de AJ.
A la mañana siguiente, los chicos visitan un carnaval, donde está programado que Steel Monkey se presente en un espectáculo de talentos. Luke se avergüenza frente a su enamorado, Alice, y los chicos se encuentran con Meat y sus amigos, quienes los amenazan. Más tarde visitan un parque de patinaje, donde el patinador experimentado Snake les aconseja sobre patinar. Luke, AJ y Riley están nerviosos por el programa, temiendo que su reputación en la escuela secundaria esté en juego.
Luke comienza a cansarse del carnaval a medida que el mismo día repetido se convierte en semanas, y comienza a pasar más tiempo en el parque de patinaje, tratando de impresionar a Snake y su pandilla para que se unan a su grupo de patinaje conocido como "The Pound". Cada vez, Luke compite contra un adolescente llamado Gus que también está probando para The Pound; Luke constantemente se avergüenza de sí mismo al arruinar el desafío, ya que el nivel de skateboarding está mucho más allá de él. Al final, siempre termina regresando al carnaval con AJ y Riley, durante el cual se encuentra con Meat, siempre probando diferentes métodos para lidiar con este. Intenta relacionarse con la vida hogareña de Meat, pero se da cuenta de que está haciendo suposiciones incorrectas que llevan sus amigos a perseguirlo. Preocupado más por la advertencia de Diana, temiendo que pronto se quede atrás, Luke se enfoca menos en sus amigos y más en el parque de patinaje Comienza a deshacerse de AJ y Riley todas las mañanas, y siempre lo encuentran más tarde en el parque.
Después de que el día repetido se haya acumulado durante varios meses, Luke finalmente ha desarrollado la habilidad suficiente para vencer a Gus en la prueba de Pound, y sus amigos se sorprenden cuando los abandona para unirse con entusiasmo a los miembros impresionados del grupo de patinaje. Diana interviene y le dice a Snake que Luke es demasiado joven para unirse a su grupo, pero este insiste en que Luke nunca puede ser demasiado joven para lo que considera las 3 N's: "hangN, rideN y partyN". Luke, sorprendido de que The Pound no se parezca en nada a sus verdaderos amigos, al darse cuenta de que tal vez no está hecho para el grupo, regresa al carnaval para encontrarlos. AJ y Riley están enojados con él por sus mentiras y lo descartan.
A la mañana siguiente, Luke se ha ido cuando AJ y Riley se despiertan en la tienda. Está sentado en un banco del parque llorando, cuando aparece Diana y lo consuela. Luke jura que ha estado repitiendo el mismo día, y se las arregla para demostrar que Diana es escéptica llevándola al carnaval y señalando numerosos eventos aleatorios antes de que ocurran. Diana simpatiza con su situación y le dice que no tenía la intención de asustarlo con su advertencia sobre los amigos, sino que solo se burlaba de él. Ella le dice que tal vez la razón por la que está atascado es porque necesita cambiar su día para mejor; cuando Alice, su enamorada, pasa y lo saluda, Diana le sonríe a Luke y le sugiere que comience allí. Ella lo alienta a estar listo para el próximo año escolar y tener más confianza.
Luke confronta a Meat nuevamente, esta vez advirtiéndole contra el acoso y afirmando que le dirá a toda la escuela secundaria que su verdadero nombre es Melvin si no comienza a ser más amable con la gente. Un confundido Meat acepta y se va. Hace un esfuerzo positivo para comunicarse con el Sr. Molesky, un maestro para el próximo año con quien Luke no había hecho un buen trabajo anteriormente para impresionar durante el ciclo repetido. Se las arregla para admitir sus sentimientos por Alice, y ella le dice que está contenta de que vayan a estar en clase ese año.
Cuando Luke y sus amigos están esperando detrás del escenario antes del concierto, el chico recupera el frisbee que reinicia el ciclo. Sin embargo, no le pasa nada; inesperadamente, llega al concurso de talentos y, aunque su presentación es inestable, Diana anima a Luke a seguir; Snake se une y pronto la multitud los anima. Los chicos comienzan con entusiasmo su canción, «The Last Day of Summer». La actuación de Steel Monkey es recibida calurosamente. Sin embargo, justo después de que terminan, Luke es noqueado nuevamente, esta vez por una ardilla listada que cae desde lo alto del escenario.
Luke se despierta el primer día de clases, pero descubre que tiene que quedarse en casa debido a su herida en la cabeza. AJ y Riley lo visitan después de que comienza la escuela, y Luke mira hacia la escuela al día siguiente.

## Reparto
- Jansen Panettiere como Luke Malloy
- Jon Kent Ethridge como AJ Perkins
- Eli Vargas como Riley Johnson
- Alexandra Krosney como Diana Malloy
- Denyse Tontz como Alice Keefe
- Brendan Miller como Snake
- Daniel Samonas como Melvin "Meat"
- Creagen Dow como Gus
- Jennette McCurdy como Dory Sorenson
- Vince Grant como Frank Malloy
- Jessica Tuck como Mary Malloy
- Sean Whalen como el Sr. Molesky
- Bailee Madison como Maxine
- Vicky Lewis como Paige
- Jackee Harry como Lola la langosta
- Kayla Henry como Stephanie
- Cody Benjamin Lee como Travis
- Nick Morrison como Cronie #1